# Croatia Open Umag 2023
Croatia Open Umag 2023 — тенісний турнір, що проходив на ґрунтових кортах у місті Умаг, Хорватія з 24 до 30 липня. Належав до категорії ATP 250, був турніром серії Відкритий чемпіонат Хорватії з тенісу 2023 року.

## Фінальна частина

### Одиночний розряд
Олексій Попирин —  Стен Вавринка 6–7(5–7), 6–3, 6–4

### Парний розряд
Блаж Рола /  Нино Сердарушич —  Сімоне Болеллі /  Андреа Вавассорі 4–6, 7–6(7–2), [15–13]